# Buick Electra E4
Buick Electra E4 – elektryczny samochód osobowy typu SUV klasy średniej produkowany pod amerykańską marką Buick od 2023 roku.

## Historia i opis modelu

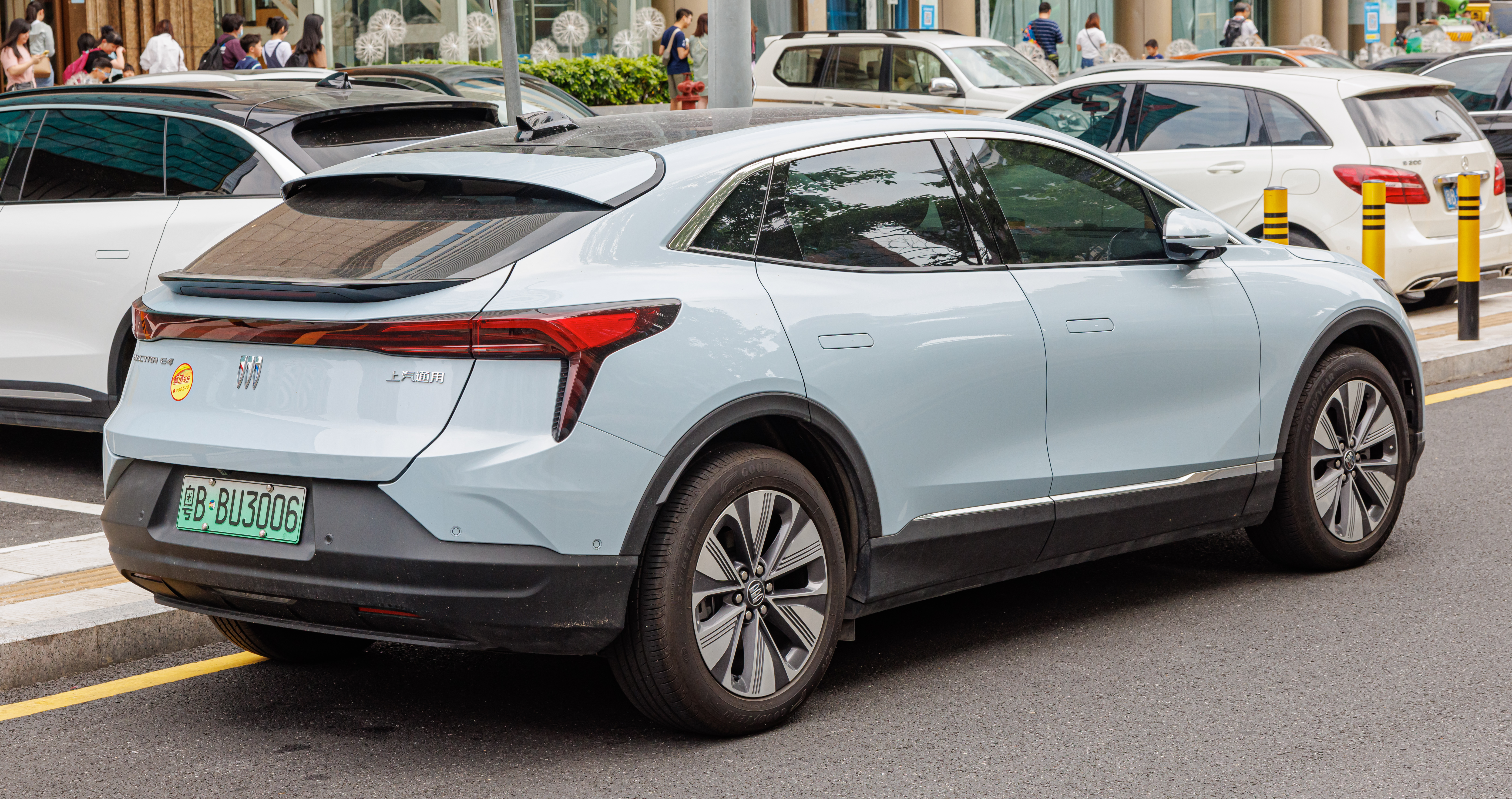
Buick Electra E4 - tył

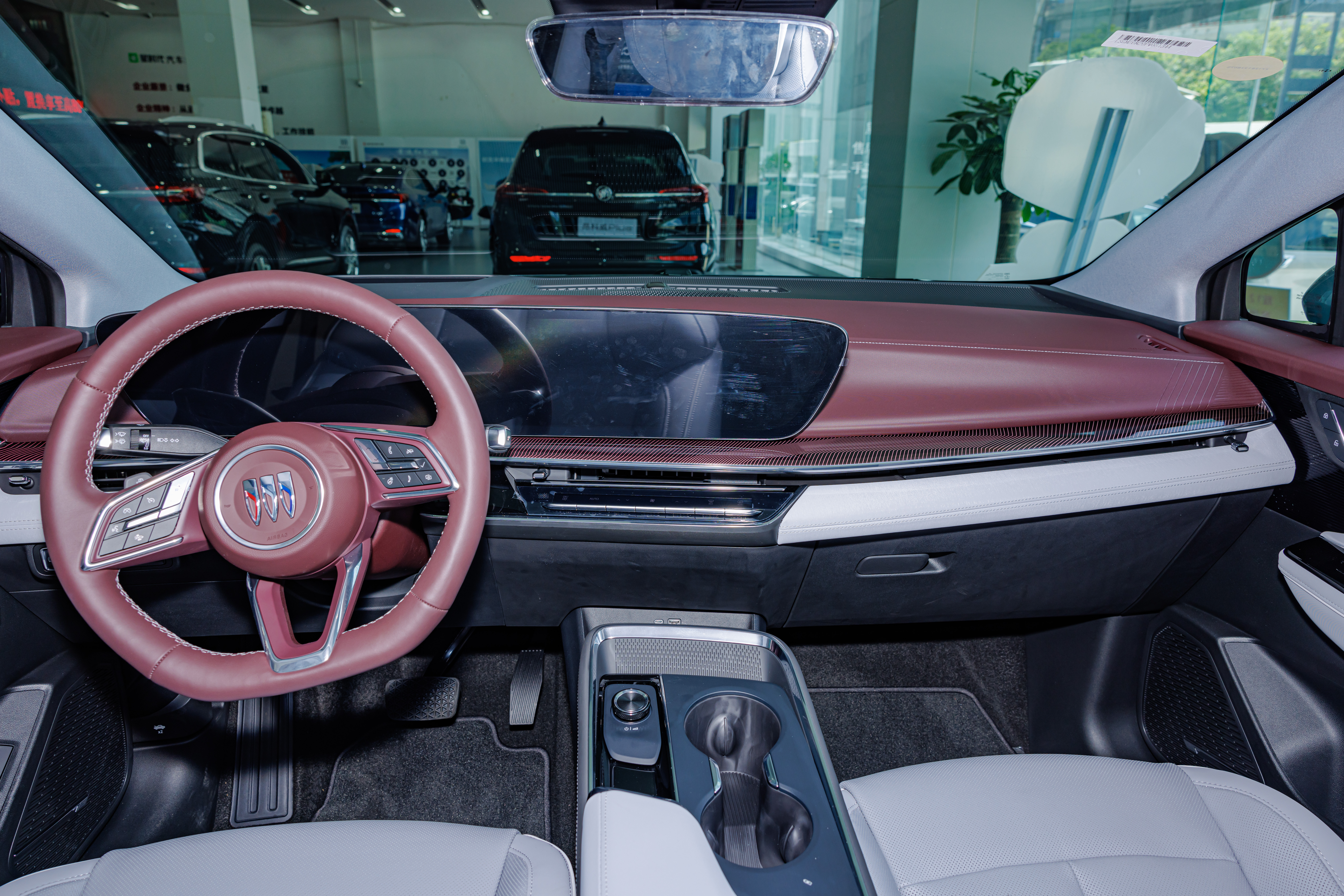
Buick Electra E4 - kokpit

W czerwcu 2023 roku chiński oddział marki Buick przedstawił oficjalnie drugi model z nowej linii w pełni elektrycznych modeli sygnowanych stosowanym już w XX wieku emblematem Electra. Średniej wielkości E4 uplasował się w gamie poniżej flagowej Electry E5, w obszernym zakresie nawiązując do niej stylistycznie poprzez nowy język "Pure Design". Smukłe i ostre linie odznaczyły m.in. podłużne, wąskie reflektory, duży trapezoidalny przedni wlot powietrza, a także zadartą ku górze linię okien oraz chowane klamki. Łagodnie opadająca linia dachu nadała proporcje typowe dla tzw SUV-ów Coupe. Podobnie jak inne samochody elektryczne nowej generacji koncernu General Motors, Buick Electra E4 oparty został na modułowej platformie Ultium.
Wzorem debiutujących równolegle innych modeli Buicka z nowej linii stylistycznej, Electra E4 zyskała prosty i minimalistyczny projekt obszernie przeszkonej kabiny pasażerskiej przykrytej oknem dachowym o powierzchni 1,2 metra kwadratowego. Kokpit utworzył jednoczęściowy, zakrzywiony zestaw zintegrowanych cyfrowych wskaźników z centralnym ekranem dotykowym o łącznej przekątnej 30 cali i jakości 6K. Samochód wyposażono w rozbudowany pakiet 28 schowków ulokowanych w kabinie pasażerskiej, a także rozbudowany system ambientowego oświetlenia nastrojowego w 121 kolorach.

### Sprzedaż
Buick Electra E4 powstał wyłącznie z myślą o wewnętrznym rynku chińskim, z myślą o którym został on lokalnie opracowany, skonstruowany i przeznaczony do produkcji w zakładach Shanghai GM. Sprzedaż rozpoczęła się tuż po oficjalnej premierze w drugiej połowie czerwca 2023. Najtańszy wariant został wyceniony w momencie debiutu na 189 900 juanów, a topowy - na 259 600 juanów, akcentując walor relatywnie konkurencyjnej ceny na tle podobnych modeli na rynku.

### Dane techniczne
Jako samochód w pełni elektryczny, do napędu Buicka Electra E4 wykorzystany został silnik o mocy 241 KM, osiągający 330 Nm maksymalnego momentu obrotowego i 100 km/h w 7,6 sekundy. Energię gromadzi bateria litowo-fosforanowo-żelazowa o pojemności 65 kWh i oferuje ok. 530 kilometrów maksymalnego zasięgu na jednym ładowaniu według chińskiego cyklu pomiarowego CLTC. Drugą, topową odmianę Electra E4 GS, napędzają dwa silniki przenoszące moc na obie osie i rozwijające 283 KM. Samochód rozpędza się do 100 km/h w 6,2 sekundy, z kolei dzięki większej baterii o pojemności 80 kWh oferuje ok. 620 kilometrów zasięgu na jednym ładowaniu.